# George Brown (Spezialeffektkünstler)
George Brown (* 30. Mai 1910; † 15. November 2005) war ein US-amerikanischer Filmtechnikpionier und Spezialeffektkünstler, der auf den Oscarverleihungen 1952 und 1959 mit einem Oscar für technische Verdienste ausgezeichnet wurde.

## Leben
George Brown, einer der Filmtechnikpioniere bei Warner Bros., wurde auf der  Oscarverleihung 1952 zusammen mit Ralph Ayres und Fred Ponedel, die ebenfalls bei den Warner Bros. Studios arbeiteten, mit einem Technical Achievement Award ausgezeichnet „für die Schaffung eines luftbetriebenen Wassermotors, der auch bei Strömung und Sog sowie Wildwasser während mariner Sequenzen in Bewegtbildern tauglich war“ („For an air-driven water motor to provide flow, wake and white water for marine sequences in motion pictures“).
Im Jahr 1956 war Brown für die Spezialeffekte in dem Western Der Schwarze Falke von John Ford mit John Wayne verantwortlich.
Eine weitere Auszeichnung für den Technical Award erfolgte 1959, wiederum zusammen mit Fred Ponedel, sowie mit Conrad Boye, mit denen zusammen Brown bei Warner Bros. in der Spezialeffekt-Abteilung tätig war, „für die Konstruktion und Herstellung einer neuen Schnellfeuer-Kugelpistole“ („For the design and fabrication of a new rapid-fire marble gun“).
Für den Musical-Fantasyfilm um das berühmte Kindermädchen Mary Poppins mit Julie Andrews in der Titelrolle, steuerte Brown 1964 die Spezialeffekte bei. Im darauffolgenden Jahr beschloss er seine Arbeit auf dem Gebiet der Spezialeffekte mit einer Abenteuer-Komödie von Blake Edwards und dem Duo Tony Curtis/Jack Lemmon.

## Filmografie
- 1956: Der Schwarze Falke (The Searchers)
- 1964: Mary Poppins
- 1965: Das große Rennen rund um die Welt (The Great Race)

## Auszeichnungen
Oscar für technische Verdienste Klasse III
- a) Oscarverleihung 1952, zusammen mit Ralph Ayres und Fred Ponedel
- b) Oscarverleihung 1959, zusammen mit Fred Ponedel und Conrad Boye